# Bank Leumi
Bank Leumi (hebr. בנק לאומי לישראל בע"מ, Bank Leumi Le’Israel; Bank Narodowy Izraela; TASE: LEUMI) – bank uniwersalny z siedzibą w Tel Awiwie w Izraelu. Jest największym bankiem w kraju, który działał w latach 1902–1950 pod nazwą Anglo-Palestine Bank. Jest notowany na Giełdzie Papierów Wartościowych w Tel Awiwie. Bank posiada własne oddziały w wielu krajach na całym świecie.
Bank prowadzi działalność na kilku podstawowych poziomach: (1) pośrednictwo finansowe, (2) działalność inwestycyjna, (3) usługi bankowe i finansowe w zakresie handlu międzynarodowego, papierów wartościowych, usług informacyjnych, kart kredytowych, doradztwa finansowego, pochodnych instrumentów finansowych i innych, (4) operacji bankowych oraz działalności funduszy inwestycyjnych.

## Historia
W 1897 twórca i główny ideolog syjonizmu, Dr. Theodor Herzl napisał artykuł zatytułowany „The Jewish Colonial Trust”. W artykule tym Herzl wykazał, że ruch syjonistyczny znajduje się w pilnej potrzebie posiadania instytucji finansowej, która byłaby zdolna wspierać żydowskich osadników w Palestynie (Ziemia Izraela).
Finansowa wizja Herzla zaczęła materializować się w Londynie (Wielka Brytania), który był współczesnym centrum światowych finansów. Początkowo, ze względu na różnice ideologiczne, wielu żydowskich bankierów odmówiło współpracy z Herzlem. Zwrócił się on wówczas do swoich najbardziej gorliwych zwolenników. Stało się to na Drugim Kongresie Syjonistycznym, który odbył się w 1899 w Bazylei w Szwajcarii. Podjęto wówczas decyzję o potrzebie założenia banku pełniącego funkcję zaplecza finansowego Światowej Organizacji Syjonistycznej. Przy wspólnym wysiłku zgromadzono minimalną wymaganą sumę 250 000 £, dzięki której Jewish Colonial Trust rozpoczął swoją działalność w Londynie. Aby umożliwić nawet najbiedniejszym Żydom przyłączenie się do projektu, ustalono cenę za jedną akcję na poziomie do maksimum 80 £. Ostatecznie kapitał spółki wzrósł do 2 milionów £.
Działalność Jewish Colonial Trust w Palestynie miała być realizowana przy pomocy zależnej spółki pod nazwą Anglo-Palestine Company (APC). Powstała ona w Londynie w dniu 27 lutego 1902. Jej kierownikiem został Zalman David Levontin. Spółka rozpoczęła działalność z niewielkim kapitałem około 50 000 £. Celem działalności miało być wspierania wysiłków ruchu syjonistycznego w rozwoju przemysłu, budownictwa, rolnictwa i infrastruktury w Palestynie.
Otwarcie pierwszego oddziału Anglo-Palestine Bank nastąpiło 2 sierpnia 1903 w Jafie. Kapitał założycielski banku wynosił 395 000 £ i był daleki od zakładanego kapitału, który miał wynosić 8 milionów £. Nachum Sokołow powiedział w 1919: „Brytyjska Imperialna Kompania Wschodnioafrykańska, która administruje obszarem o powierzchni 200 tys. mil kwadratowych rozpoczynała również z taką samą kwotą 395 000 £.”. Do pierwszych zawartych transakcji należały zakupy gruntów, finansowanie przyjazdu nowych imigrantów żydowskich oraz uzyskiwanie wymaganych koncesji.
W latach 1904–1914 powstały kolejne oddziały banku w Jerozolimie, Bejrucie, Hebronie, Safedzie, Tyberiadzie i Gazie. Anglo-Palestine Bank oferował żydowskim rolnikom długoterminowe pożyczki i kredyty. Bank udzielił także pomocy finansowej przy budowie pierwszych 60 domów w nowo powstałym Tel Awiwie.
Po wybuchu I wojny światowej żydowscy osadnicy i Anglo-Palestine Bank znaleźli się w sytuacji poważnego kryzysu. Imperium Osmańskie wypowiedziało wojnę Wielkiej Brytanii i Imperium Rosyjskiemu. Z tego powodu zarejestrowany w Londynie Anglo-Palestine Bank został zmuszony do zamknięcia swoich oddziałów w Palestynie. Władze tureckie uznały bank za wrogą instytucję i skonfiskowały większość jego środków finansowych. Dyrektor Generalny banku, Levontin, który na krótko przed wybuchem wojny wyjechał do Egiptu, nie mógł powrócić do Palestyny. Zastąpił go Eliezer Ziegfried Hoofien, który prowadził ograniczoną działalność banku z konsulatu Hiszpanii w Jerozolimie.
Po zakończeniu wojny bank rozszerzył swoją działalność, angażując się we wszystkie najważniejsze przedsięwzięcia gospodarcze w Mandacie Palestyny. W 1932 przeniesiono główną siedzibę banku z Jafy do Jerozolimy. W 1936 Anglo-Palestine Bank utworzył spółkę The Marine Trust, która była odpowiedzialna za sprzedaż akcji na sfinansowanie budowy Portu Tel Awiw. Podczas Rewolty arabskiej 1936 port ten umożliwił ekonomiczne przetrwanie żydowskich osiedli w Palestynie.
W dzień po proklamacji niepodległości Izraela, 15 maja 1948 tymczasowy rząd Izraela powierzył Anglo-Palestine Bank zadanie stworzenia państwowego systemu monetarnego. 16 sierpnia 1948 nastąpiło podpisanie umowy pomiędzy bankiem a tymczasowym rządem. Anglo-Palestine Bank otrzymał oficjalny status banku państwowego. Tego samego dnia wprowadzono na rynek niewielką ilość nowych banknotów lira izraelskiego oraz aluminiowe monety pruta. Drukowanie nowej serii banknotów zamówiono w Stanach Zjednoczonych.
Ponieważ było nie do pomyślenia, że oficjalny bank państwowy Izraela będzie nadal pozostawał brytyjską spółką, w 1950 założono w Tel Awiwie bank Leumi Le’Israel, który 1 maja 1951 przejął wszystkie zobowiązania oraz aktywa Anglo-Palestine Bank. Druga seria izraelskich banknotów posiada już obecną nazwę banku.
Utworzenie 24 sierpnia 1954 Banku Izraela umożliwiło Bankowi Leumi rozpoczęcie nowego etapu w swojej historii. Od tego momentu funkcjonuje on jako najważniejszy bank komercyjny w Izraelu.
W 1983 w Izraelu doszło do poważnego kryzysu gospodarczego, który doprowadził do załamania się udziałów największych izraelskich banków (Bank Hapoalim, Bank Leumi, Israel Discount Bank, Mizrahi Bank i Union Bank), które były zmuszone inwestować duże kwoty, aby utrzymać stabilny kurs swoich akcji na Giełdzie Papierów Wartościowych w Tel Awiwie. Dzień 6 października został nazwany „Czarnym czwartkiem”. Nastąpiło wówczas załamanie kursów akcji na giełdzie. Minister finansów podjął wówczas decyzję o zamknięciu Giełdy Papierów Wartościowych w Tel Awiwie. Ponowne otwarcie giełdy nastąpiło 24 października, wraz z decyzją nacjonalizacji banków (w tym także Banku Leumi).

## Oddziały banku
Banku Leumi posiada liczne oddziały na całym świecie.

### Afryka
- Południowa Afryka
  - Johannesburg (11 Biermann Avenue)

### Ameryka Łacińska
- Argentyna
  - Buenos Aires (25 de Mayo 555)
- Chile
  - Santiago (Av. El Bosque Norte 0177, Of. 604)
- Meksyk
  - Meksyk (Fuente de Piramides 1-305)
- Panama
  - Panama (Calle Maria Manuel Icaza No. 10)
- Urugwaj
  - Montevideo (Luis A.de Herrera 1248, Torre A, Piso 10)
  - Punta Del Este (Av. Gorlero, Calle 28)
- Wenezuela
  - Caracas (Piso 9, Of. 903)

### Ameryka Północna
- Kanada
  - Montreal (1 Westmount Square, Suite 400)
  - Toronto (5140 Yonge Street, Suite 2220)
- Stany Zjednoczone
  - Aventura (19495 Biscayne Blvd, Suite 500)
  - Beverly Hills (8383 Wilshire Boulevard, Suite 400)
  - Boca Raton (5295 Town Center Road)
  - Chicago (100 North LaSalle Street)
  - Highland Park (1849 Green Bay Road, Suite 440)
  - Los Angeles (16530 Ventura Boulevard, Encino) (600 Wilshire Boulevard, Suite 1500)
  - Nowy Jork (579 Fifth Avenue) (1400 Broadway at 38th Street) (564 Fifth Avenue, 5th Floor)
  - Palo Alto (2000 University Avenue, Suite 605)

### Australia
- Australia
  - Melbourne (574 St. Kilda Rd.)

### Azja
- Chiny
  - Hongkong (Queens Rd. and Pedder St.)

### Europa
- Francja
  - Paryż (31 rue François 1er)
- Jersey
  - Saint Helier (2 Hill Street)
- Luksemburg
  - Luksemburg (6D, Route de Trèves)
- Niemcy
  - Berlin (Tauentzienstr. 7 b/c)
  - Frankfurt nad Menem (Schillerstrasse 5)
- Rumunia
  - Bukareszt (B-dul Aviatorilor nr 45, sector 1)
- Szwajcaria
  - Genewa (80 Rue du Rhône)
  - Zurych (Claridenstrasse 34)
- Węgry
  - Budapeszt (Bajcsy – Zsilinszky út 12)
- Wielka Brytania
  - Brighton (126 Dyke Road)
  - Londyn (20 Stratford Place)